# IC 4705
IC 4705 је спирална галаксија у сазвјежђу Паун која се налази на листи објеката дубоког неба у Индекс каталогу.
Деклинација објекта је - 71° 41' 35" а ректасцензија 18h 28m 10,4s. Привидна величина (магнитуда) објекта IC 4705 износи 12,9 а фотографска магнитуда 13,8. IC 4705 је још познат и под ознакама ESO 71-12, AM 1822-714, IRAS 18222-7143, PGC 61914.